# Cathédrale de Brindisi
Pour les articles homonymes, voir Brindisi (homonymie).
La cathédrale de Brindisi ou dans sa forme longue basilique de la Visitation et de Saint-Jean-Baptiste (italien : Basilica della Visitazione e San Giovanni Battista), est la cathédrale située sur la piazza del Duomo de Brindisi, dans la région des Pouilles en Italie. Dédiée à la Visitation et à saint Jean Baptiste, elle est la cocathédrale de l'archidiocèse de Brindisi-Ostuni

## Historique
L'édifice est commencé dans la seconde partie du XIe siècle mais sa construction initiale n'est terminée en 1143. Il est consacré par le pape Urbain II en 1089.
La cathédrale est fortement endommagée par le tremblement de terre de 1743 et doit être profondément restaurée et en partie reconstruite.

## Architecture et décorations

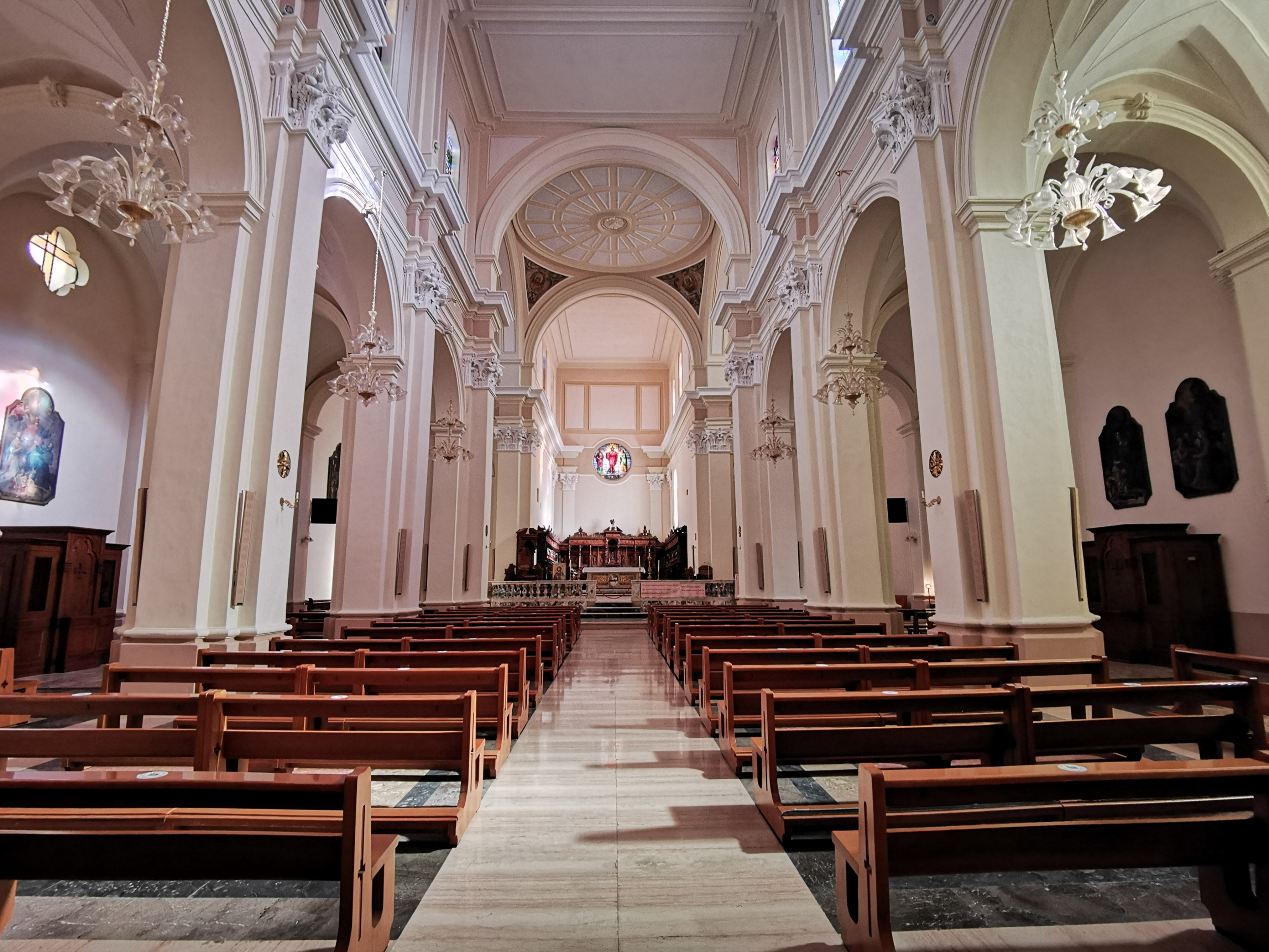
L'intérieur de la cathédrale.